# Crisantide
Nella mitologia greca,  Crisantide   era il nome di una donna che viveva nell'Argolide, di lei si narra in una versione della storia di Demetra

## Il mito
Vi sono diversi racconti sul mito del rapimento di Persefone ad opera di Ade, uno di essi racconta che la donna fu rapita nel Peloponneso. In tale episodio, la dea era ospite di Pelasgo e Crisantide le raccontò del rapimento.

### Fonti
- Pausania libro I, 14, 2

### Moderna
- Luisa Biondetti, Dizionario di mitologia classica, Milano, Baldini&Castoldi, 1997, ISBN 978-88-8089-300-4.
- Pierre Grimal, Enciclopedia della mitologia 2ª edizione, Brescia, Garzanti, 2005, ISBN 88-11-50482-1. Traduzione di Pier Antonio Borgheggiani